# Jeremiah Brown
Jeremiah Brown (Hamilton, 25 de noviembre de 1985) es un deportista canadiense que compitió en remo.
Participó en los Juegos Olímpicos de Londres 2012, obteniendo una medalla de plata en la prueba de ocho con timonel. Ganó una medalla de bronce en el Campeonato Mundial de Remo de 2011, en la misma prueba.

## Palmarés internacional
| Juegos Olímpicos   | Juegos Olímpicos      | Juegos Olímpicos  | Juegos Olímpicos |
| Año                | Lugar                 | Medalla           | Prueba           |
| ------------------ | --------------------- | ----------------- | ---------------- |
| 2012               | Londres (Reino Unido) | Medalla de plata  | Ocho con timonel |
| Campeonato Mundial |                       |                   |                  |
| Año                | Lugar                 | Medalla           | Prueba           |
| 2011               | Bled (Eslovenia)      | Medalla de bronce | Ocho con timonel |